# JNN 뉴스 22 프라임타임
JNN 뉴스 22 프라임타임은 일본의 민영방송국 도쿄 방송에서 1987년 10월 5일부터 1988년 9월 30일까지 방송한 뉴스 프로그램이다.

## 개요
- 이전까지 드라마나 버라이어티 프로그램등을 편성해 온 오후 10시 시간대에 대에 방송을 시작하면서 경쟁 프로그램인 「뉴스 스테이션」(TV 아사히)을 따라잡으려 했으나  시청률 침체와 메인 진행자의 여성편력이 악재로 작용하면서 1년 만에 프로그램을 마치게 되었다.
- 원래 이 프로그램의 보조 진행자로 유명 배우인 구로야나기 데쓰코를 채용하기로 했었으나 이 제안을 받아들일 경우 당시 자신이 진행자로 있던 인기 음악 프로그램 더 베스트 텐의 진행자 자리에서 물러나지 않으면 안된다는 사실을 안 그녀는 이 프로그램의 사회를 계속 맡겠다고 하면서 이 이야기는 없었던 일이 되었다.
  - 그리고 방송국 측에서는 당시 아사히 신문에서 일하고 있던 진보계열 저널리스트 지쿠시 데쓰야에게 메인 진행자 자리를 제안했으나 아사히 신문 계열사이자 이 방송이 시작하기 9년 전 일요석간! 이쪽데스크[1]라는 뉴스 프로그램을 통해 지쿠시 데쓰야와 깊은 관계를 맺어온 TV 아사히 측에서 강하게 반발하였고 결국 도쿄 방송은 그를 메인 진행자로 채용하지 않기로 결정했다[2]

## 프로그램 변천
| TBS·JNN 평일 밤 심야 뉴스 정보 프로그램 | TBS·JNN 평일 밤 심야 뉴스 정보 프로그램        | TBS·JNN 평일 밤 심야 뉴스 정보 프로그램       |
| 이전 작품                               | 작품명                                         | 다음 작품                                     |
| --------------------------------------- | ---------------------------------------------- | --------------------------------------------- |
| 네트워크 JNN (1986.9.29 - 1987.10.2)    | JNN 뉴스 22 프라임타임 (1987.10.5 - 1988.9.30) | JNN 뉴스데스크'88·'89 (1988.10.3 - 1989.9.29) |